# 野瀬正夫
野瀬 正夫（のせ まさお、1952年4月3日 - ）は、フリーアナウンサー、元NHKエグゼクティブアナウンサー。
長くスポーツ実況の現場で活躍。1990年、1994年、1998年と3大会連続でFIFAワールドカップの実況も担当した。1998年大会では決勝戦をラジオ実況で担当した。
来歴
東京都立戸山高等学校、横浜市立大学 卒業。1976年NHK入局。高松放送局→旭川放送局→札幌放送局→広島放送局→東京アナウンス室→福岡放送局→広島放送局→東京アナウンス室→情報ネットワーク出向→名古屋放送局→情報ネットワーク出向→東京アナウンス室で勤務。2015年春ごろまでNHK嘱託職員となり、その後、フリーアナウンサーに。
趣味はゴルフ。

## 現在の出演番組
- NFL on 日テレG+（実況）
- LPGA女子ゴルフツアー（WOWOW、実況）
- メジャーリーグ中継（NHK BS1、実況）

## 過去の出演番組
- 1990 FIFAワールドカップ
- 1994 FIFAワールドカップ (準決勝、ブラジル対スウェーデンなど)
- 1998 FIFAワールドカップ (グループリーグ、日本対クロアチア戦など)(ラジオ実況、決勝、ブラジル対フランス)
- ワールドスポーツMLB
- スポーツ中継（メジャーリーグ、PGA、NFL、サッカーなど、主にBS）
- エアレース世界選手権（NHK BS1、実況、2016年 - 2018年）
- NHK BSニュース（深夜帯）

名古屋局時代
- 情報フレッシュ便 さらさらサラダ（2006年8月22日、アナたに聞きたいのコーナーに登場）
- ホリデーインタビュー（2007年3月21日・24日深夜、中日ドラゴンズコーチ川相昌弘にインタビュー）
- NHKプロ野球（名古屋局時代は2006年の中日ドラゴンズ優勝決定試合の実況も担当した）

広島局時代
- 第37回NHK紅白歌合戦（広島県佐伯郡宮島町（現・廿日市市）から中継）